# Gerolamo Mordeglia
Gerolamo Mordeglia (Celle Ligure, 29 luglio 1868 – Celle Ligure, 11 febbraio 1947) è stato un organaro italiano.
Fu attivo nella prima metà del Novecento per lo più con riforme, rifacimenti e restauri. Fu coadiuvato dal figlio Leonardo Mordeglia (1898-1969).

## Opere
- 1902 Légino di Savona, Parrocchia di S. Ambrogio, restauro dell'organo Filippo Piccaluga 1775.
- 1905 Celle Ligure (Savona), Chiesa di N.S. di Consolazione.
- 1905 Casanova di Varazze (Savona), Parrocchiale (restauro).
- 1910 Mioglia (Savona), Parrocchiale.
- 1922 Altare (Savona), Parrocchia di S. Eugenio.
- 1912 Celle Ligure (Savona), Parrocchia di S. Michele, rifacimento dell'organo di Luigi Ciurlo 1813.
- 1914 Sassello (savona), Parrocchia della SS. Trinità.
- 1915 Savona, Cappella Sistina (restauro).
- 1925 Varazze (Savona), Parrocchia dei SS. Nazario e Celso.
- 1907 Savona, Oratorio del Cristo Risorto (progetto non realizzato).
- 1940 Savona, Oratorio di N.S. di Castello (restauro).
- 1940 Savona, Oratorio di S. Lucia (restauro).